# Носители заряда
Носи́тели заря́да — общее название подвижных частиц или квазичастиц, которые несут электрический заряд и способны обеспечивать протекание электрического тока.
Примерами подвижных частиц являются электроны, ионы. Примером квазичастицы — носителя заряда является дырка, другие заряженные частицы, например, позитроны.
Обычно термин «носители заряда» применяется в физике твёрдого тела и
физике полупроводников.

## Электроны в металлах
В металлах и веществах с металлическим типом проводимости, к которым относятся графит, многие карбиды и нитриды переходных металлов, носителями заряда являются электроны. В таких веществах один или несколько электронов внешних электронных оболочек атомов не связаны с окружающими атомами и могут упорядоченно перемещаться под действием электрического поля внутри кристалла или жидкости даже при температуре абсолютного нуля. Такие электроны называются электронами проводимости в телах с металлическим типом проводимости. Так как электроны имеют полуцелый спин, их совокупность подчиняется статистике Ферми — Дирака, и обычно её называют электронным газом Ферми.
При отсутствии электрического поля электроны проводимости хаотически движутся в металле или расплаве в различных направлениях и электрический ток в теле равен нулю. Исключение составляет движение электронов проводимости в сверхпроводниках, в которых электроны могут двигаться упорядоченно и создавать электрический ток без приложения электрического поля.
При приложении электрического поля на хаотическое движение электронов накладывается упорядоченность — в теле возникает электрический ток. В практически достижимых электрических полях в металлах скорость упорядоченного движения электронов не превышает нескольких миллиметров в секунду, в то время как средняя скорость хаотического движения электронов имеет порядок нескольких сотен км/с.

## Носители заряда в полупроводниках
В полупроводниках носителями заряда являются электроны.
Для удобства описания процессов проводимости в полупроводниках также вводят понятие дырки — положительно заряженной квазичастицы с зарядом равным по модулю заряду электрона. Фактически дырка — это не занятое электроном место, способное менять своё координатное положение в кристаллической решётке полупроводника. Макроскопически дырки ведут себя как истинные положительно заряженные частицы, в частности, знак ЭДС в эффекте Холла указывает на движение положительно заряженных частиц в дырочном полупроводнике.
По отношению концентраций электронов и дырок различают собственные полупроводники, в которых концентрации электронов и дырок равны, полупроводники с электронным типом проводимости или иначе называемые полупроводниками n-типа проводимости или просто n-типа с увеличенной по сравнению с дырками концентрацией электронов, и полупроводники с дырочным типом проводимости называемые полупроводниками p-типа — с увеличенной концентрацией дырок.
Тип той или иной проводимости чистому полупроводнику придает легирующая примесь. Примеси, придающие полупроводнику электронный тип проводимости, называют донорными примесями, а примеси, придающие дырочный тип проводимости, называют акцепторными примесями.
Чистые полупроводники и полупроводники с равными концентрациями акцепторных и донорных примесей (их часто называют компенсированными) образуют собственные полупроводники.
Электроны в полупроводнике n-типа называют основными носителями, а дырки — неосновными, в полупроводнике p-типа соответственно наоборот. Ток неосновных носителей играет важную роль в некоторых типах полупроводниковых приборов, например в биполярных транзисторах а активном режиме ток, протекающий через базовый слой, является током неосновных носителей.
Согласно зонной теории энергия электрона в кристаллической решётке полупроводника может лежать только в пределах определённых диапазонов — разрешённых зон, разделённых запрещенной зоной. Разрешённую зону с меньшей энергией называют валентной зоной, а разрешённую зону с высокой энергией называют зоной проводимости. Электроны с энергиями валентной зоны несвободны, то есть не могут двигаться при наложении электрического поля, так как все энергетические уровни в этой зоне заняты, и согласно принципу запрета Паули электрон не может изменить свое состояние, а движение требует изменения состояния. Электроны с энергиями зоны проводимости подвижны, так как в ней имеются расположенные выше свободные энергетические уровни.
Если из валентной зоны удалить электрон, то в ней образуется положительно заряженная вакансия — дырка, которую может занять другой электрон из валентной зоны, то есть при наложении электрического поля происходит движение дырок в валентной зоне — возникновение электропроводности в валентной зоне — дырочной проводимости.
Освобождение электрона из узла кристаллической решётки полупроводника и перевод его в зону проводимости требует затраты определённой энергии активации (ионизации). Эта энергия в чистых полупроводниках равна разности энергий низа зоны проводимости и верха валентной зоны и называется шириной запрещённой зоны. В легированных полупроводниках энергия активации равна разности уровней донорных и акцепторных примесей.
Так как для появления свободных носителей в полупроводниках требуется энергия активации, при абсолютном нуле температуры и отсутствии внешнего облучения все полупроводники являются диэлектриками. При повышении температуры часть электронов переходит из валентной зоны в зону проводимости и возникает электропроводность. В легированных полупроводниках акцепторные уровни находятся вблизи верха валентной зоны, а уровни донорных примесей вблизи низа зоны проводимости, поэтому в легированных полупроводниках ионизация (возникновение носителей заряда) требует очень малой энергии активации. В слаболегированных полупроводниках уже при комнатной температуре все примесные атомы ионизированы и проводимость определяется в основном концентрацией легирующей примеси.

## Носители заряда в электролитах
В электролитах носителями заряда являются ионы. В растворах и расплавах электролитов часть электрически нейтральных молекул распадается на заряженные частицы с разными знаками заряда — свободные ионы. Положительно заряженные ионы называют катионами, отрицательно заряженные — анионами. Под действием электрического поля ионы перемещаются, образуя электрический ток, причём анионы движутся против вектора напряжённости электрического поля — к аноду, а катионы — к катоду, по направлению движения ионы разных знаков и получили свои названия.
Существуют также твёрдые тела с ионным типом проводимости — так называемые твёрдые электролиты. Твердые электролиты — это ионные кристаллы, в которых ионы в узлах кристаллической решётки слабо связаны с решёткой и могут мигрировать по кристаллу. Под действием электрического поля ионы в твёрдых электролитах приобретают упорядоченное движение по или против вектора напряжённости электрического поля в зависимости от знака заряда. Примерами твёрдых электролитов могут служить иодид серебра с проводимостью по ионам серебра Ag+ или диоксид циркония, легированный оксидом переходного металла группы III периодической таблицы Менделеева, с проводимостью по ионам кислорода O2-, обусловленной вакансиями в кристаллической решётке, а также многие твёрдые электролиты и некоторые полимеры с проводимостью по ионам водорода Н+. Во многих твёрдых электролитах, например, в легированном диоксиде циркония, ионная проводимость осуществляется перемещением вакансии — ион кислорода под действием поля перемещается в соседнюю вакансию в кристаллической решётке и остаётся там, механизм проводимости, сходный с дырочной проводимостью в полупроводниках.

## Носители заряда в вакууме и разреженной плазме
Носителями заряда в вакууме являются электроны, ионы, иные заряженные элементарные частицы. Если вакуум высокий, в случаях, когда длина свободного пробега частицы много больше рассматриваемого размера, то есть число Кнудсена много больше 1, заряженные частицы — носители заряда можно считать невзаимодействующими и они движутся при отсутствии электрического поля прямолинейно и равномерно до соударения со стенкой сосуда. При наложении электрического поля заряженные частицы начинают двигаться ускоренно под действием электрической силы.
Частным случаем зарядов в вакууме является сильно разрежённая плазма — электрически нейтральная смесь носителей заряда с разными зарядами.

## Объёмный заряд
Обычно в среде, где имеются свободные носители заряда, суммарный заряд положительно заряженных частиц равен суммарному заряду отрицательно заряженных частиц, поэтому такая среда электрически нейтральна. Но в некоторых случаях суммарный заряд одного из знаков превалирует над суммарным зарядом другого знака. В этом случае говорят об объёмном или поверхностном заряде. Наличие объёмного или поверхностного заряда порождает, в соответствии с теоремой Гаусса, электрическое поле. Электрическое поле вызывает движение носителей заряда и перераспределение объёмного заряда, стремясь выравнять концентрацию зарядов разных знаков. Поэтому для длительного существования объёмного заряда должен существовать механизм его поддержания. Например, стеканию заряда с отрицательно заряженных тел препятствует работа выхода электронов.
Возникающий объёмный заряд электронов в вакууме или ионизованных примесных атомов в p-n-переходах в полупроводниковых приборах (из-за встречной диффузии электронов и дырок и контактной разности потенциалов) играет важную роль в физических процессах в электронных приборах.

## Генерация и рекомбинация носителей заряда
В электролитах, полупроводниках, плазме одновременно происходят процессы рекомбинации и ионизации частиц. Электрически нейтральные атомы и молекулы распадаются на заряженные частицы — ионизация, и одновременно частицы разных знаков притягиваются друг к другу и образуют электрически нейтральные частицы — рекомбинация. В равновесном состоянии число актов рекомбинации и диссоциации в единицу времени одинаково и в среде устанавливается равновесная концентрация носителей заряда. Выведенная из состояния равновесия система постепенно самопроизвольно переходит в равновесную. Постоянную времени установления равновесной концентрации зарядов называют временем релаксации.
Диссоциация нейтральных частиц происходит главным образом из-за теплового движения и колебания частиц, их соударений. Так как на диссоциацию требуется некоторая энергия, называемая энергией активации, концентрация носителей заряда, если нет иных факторов, препятствующих тепловой диссоциации, нарастает при повышении температуры. Именно поэтому электропроводность электролитов, полупроводников, не полностью ионизированной плазмы нарастает при повышении температуры. Количественно концентрация носителей заряда в веществе в зависимости от температуры выражается уравнением Аррениуса.
Известен механизм диссоциации на заряженные частицы посредством внешнего нетеплового воздействия, например, электромагнитным излучением или потоком быстрых частиц, например, потоком электронов, ионизирующим излучением. При таком воздействии концентрация носителей заряда повышается по сравнению с равновесной тепловой концентрацией. Поглощение фотона или заряженной частицы в полупроводнике порождает с некоторой вероятностью электронно-дырочную пару, это явление используется в различных полупроводниковых фотоприёмниках и полупроводниковых детекторах частиц. Макроскопически повышение концентрации носителей заряда проявляется в изменении электрических свойств, например, электропроводности.
Рекомбинация заряженных частиц сопровождается выделением энергии равной энергии диссоциации или энергии ионизации. В большинстве случаев эта энергия превращается в тепловое движение, но может переходить в иные виды энергии, например, уноситься фотоном, как в светодиодах и полупроводниковых лазерах, в актах рекомбинации электронно-дырочных пар.

## Длина свободного пробега носителей заряда
Среднее расстояние, на котором движение носителя заряда может считаться независимым от присутствия других частиц, называют длиной свободного пробега. Обычно это расстояние равно длине пути частицы до столкновения с другой частицей, но, например, в плазме длиной пробега считается расстояние до существенного электростатического взаимодействия с другой заряженной частицей плазмы с изменением направления движения.
В электролитах длина свободного пробега ограничена столкновениями, в металлах длина свободного пробега электронов ограничена рассеянием электронов на атомах, дефектах кристаллической решетки и её тепловых колебаниях — фононах.
В полупроводниках электроны и дырки рассеиваются на дефектах кристаллической решетки, примесных атомах и на фононах. В чистых полупроводниках длина свободного пробега может достигать при низких температурах нескольких миллиметров.
В вакууме и разреженной плазме понятие длины свободного пробега теряет смысл, так как частицы не взаимодействуют. Условно можно считать, что длина свободного пробега равна размерам сосуда.
Чем выше длина свободного пробега {\displaystyle \lambda } и больше концентрация носителей {\displaystyle n}, тем выше удельная электропроводность {\displaystyle \sigma }:
{\displaystyle \sigma \approx \lambda \cdot n.}